# Mikroregion Tubarão

Mikroregion Tubarão

Mikroregion Tubarão – mikroregion w brazylijskim stanie Santa Catarina należący do mezoregionu Sul Catarinense. Ma powierzchnię 4 568,3 km²

## Gminy
1. Armazém
2. Braço do Norte
3. Capivari de Baixo
4. Garopaba
5. Grão Pará
6. Gravatal
7. Imaruí
8. Imbituba
9. Jaguaruna
10. Laguna
11. Orleans
12. Pedras Grandes
13. Rio Fortuna
14. Sangão
15. Santa Rosa de Lima
16. São Ludgero
17. São Martinho
18. Treze de Maio
19. Tubarão